# The Cardigans
The Cardigans é um grupo sueco de indie pop/pop rock.

## História
Criada em 1992, atingiu seu sucesso em 1994, com o single Rise and Shine. Logo em seguida, assinaram contrato para a gravação de seu primeiro CD, Emmerdale. O álbum seguinte, Life, de 1995, foi sucesso de público e crítica com a canção Carnival e a partir daí, o The Cardigans tornou-se uma banda de prestígio. 
Foi com lançamento do First Band on the Moon, de 1996, com o hit Lovefool, que fez parte da trilha sonora de Romeo + Juliet, do diretor Baz Luhrmann em 1997, que a banda alcançou o primeiro lugar das paradas europeias e americanas, tendo vendido dois milhões e meio de cópias pelo mundo.
O quarto álbum, Gran Turismo, veio diferente, introspectivo e eletrônico, mudando a imagem do The Cardigans. Erase and Rewind, My Favourite Game e Hanging Around foram os destaques. Após um longo tempo sumidos, é lançado Long Gone Before Daylight em 2003, e a trupe sueca volta mais uma vez diferente, com um material quase acústico, que pouco tinha a ver com os outros já feitos. 2005 trouxe o sexto e último álbum, Super Extra Gravity, mais uma vez aplaudido pela crítica e de pouca repercussão popular, assim como seu antecessor.
Em janeiro de 2008 foi lançada a coletânea dupla Best of, com 46 faixas que incluíam as primeiras versões nunca lançadas de algumas canções, bem como antigas faixas nunca gravadas oficialmente. 
- Bengt Lagerberg - bateria
- Lasse Johansson - teclados, violão
- Magnus Sveningsson - baixo
- Nina Persson - vocal
- Peter Svensson - guitarra

## Discografia

### Álbuns
- Emmerdale (Stockholm Records, 1994)
- Life (Stockholm Records, 1995)
- First Band on the Moon (Stockholm Records, 1996)
- Gran Turismo (Stockholm Records, 1998)
- Long Gone Before Daylight (Stockholm Records/Universal Music, 2003)
- Super Extra Gravity (Stockholm Records/Universal Music, 2005)

### Compilações
- The Other Side of the Moon (Stockholm Records, 1997, apenas no Japão e Austrália)